# Pressure Engine Management
Pressure Engine Management (w skrócie PEM) – benzynowy układ wtryskowo-zapłonowy stosowany na początku lat 90. w silnikach samochodów marki Mercedes-Benz grupy M111 (920, 940 i 941). Produkcje sterowników zlecono dwóm firmom: Bosch oraz Siemens.
Z powodu surowszych norm spalin zaprzestano produkcję silników sterowanych tym układem pod koniec 1995 roku na rzecz układu HFM o większych możliwościach.

## Opis sterownika
W odróżnieniu od typowych sterowników, moduły PEM są wyposażone w czujnik podciśnienia. Na jego podstawie rozpoznają w jakim stopniu obciążony jest silnik. Ponadto do tworzenia mieszanki przyczyniają się czujniki:
- temperatury powietrza dolotowego
- sondy lambda
- prędkości obr. silnika
- temperatury cieczy chłodzącej
- odpowiedni rezystor dopasowywany pod względem oktanowości paliwa

## Cechy sterownika
- wykorzystuje 4 wtryskiwacze i 2 cewki zapłonowe
- nie wykorzystuje przepływomierza
- wolne obroty sterowane silnikiem elektrycznym w przepustnicy
- w przypadku przeciążenia automatycznej skrzyni biegów ogranicza moc silnika
- zwiększa prędkość wolnych obrotów w celu podgrzania katalizatora
- nie zapamiętuje trwale błędów
- odcina wtryskiwacze podczas hamowania silnikiem
- ogranicza maksymalną prędkość obrotową dla piątego biegu

## Typowe usterki
Z doświadczeń użytkowników najczęstszymi awariami są:
- utrata iskry na 2 lub 4 cylindrach
- utrata programu sterującego

W przypadku pierwszej awarii, w Polsce i na świecie znajdują się firmy, które potrafią naprawić uszkodzony tranzystor sterujący cewkami zapłonowymi. Powodem usterek jest technologia wykorzystana do produkcji sterowników.